# آبسینتین
آبسینتین (به انگلیسی: Absinthin) با فرمول شیمیایی C30H40O6 یک ترکیب شیمیایی با شناسه پاب‌کم 161930 است. که جرم مولی آن ۴۹۶٫۶۳۵ گرم بر مول می‌باشد. 